# Айн Каалеп
Айн Ка́алеп (ест. Ain Kaalep, нар. 4 червня 1926, Тарту, Естонія — 9 червня 2020) — естонський поет, літературознавець, критик, драматург. Редактор журналу «Академіа» (1989—2001). Перекладач із багатьох літератур, зокрема з української літератури. Фахівець із фіно-угорських мов. Наприкінці 1980-тих — активіст національного руху, член Конгресу Естонії.
Один з упорядників ювілейного видання «Kobsaar» (1961). [джерело?]

## Біографія
Закінчив престижну Гімназію Гуґо Треффнера, яка вважається місцем виховання естонської еліти.[джерело?] Після радянської окупації не емігрував, закінчив Тартуський університет (1956), спеціалізувався на вивченні фіно-угорських мов. Наприкінці 1980-х став активістом руху за відновлення державної самостійності Естонії, зокрема був членом Конгресу Естонії — альтернативного парламенту, що посилався на тяглість державної традиції Естонії з 1940 року.

## Творчість
Автор драм, літературознавчих праць. Перекладач з давньогрецької (Софокл), латинської, галісійської, іспанської, провансальської, німецької, французької (Жак Превер) і української (Т. Шевченка, І. Франка, Лесі Українки) та польської літератур.
Автор поетичних збірок:
- «Aomaastikud» («Досвітні пейзажі», 1962),
- «Samarkandi vihik» («Самаркандський зошит», 1962),
- «Järvemaastikud» («Озерні пейзажі», 1968),
- «Klaasmaastikud» («Скляні пейзажі», 1971),
- «Смерть Пана та інші вірші», 1976,
- «Kuldne Aphrodite teisi luuletusi» («„Золота Афродита“ та інші вірші», 1986),
- «Jumalatosin» («Божа дюжина», 2008).

## Перекладач Шевченка
Автор численних перекладів творів Тараса Шевченка — «Заповіт», поеми «Єретик», «Катерина», «Лілея». Брав участь у підготовці «Кобзаря» естонською мовою («Kobsaar», Tallinn, 1961).
Присвятив Тарасові Шевченкові вірші «Tarass Ševtšenko merereis Tallinna» («Морська подорож Тараса Шевченка до Таллінна», 1961; укр. перекл. Д. Павличка) і «Tarass Ševtšenko. Sõdur ja surm» («Тарас Шевченко. „Солдат і смерть“», 1973).
Автор нарису «Väike õppetund suure kobsaari juures» («Маленький урок у великого Кобзаря», надруковано у «Keel ja Kirjandus» («Мова та література»), 1964, № 3).

## Переклади українською мовою
Переклади українською нечисленні, їх робили Ю. Скіф, В. Лучук та інші літератори.